# Capusa senilis
Capusa senilis là một loài bướm đêm trong họ Geometridae.

## Hình ảnh

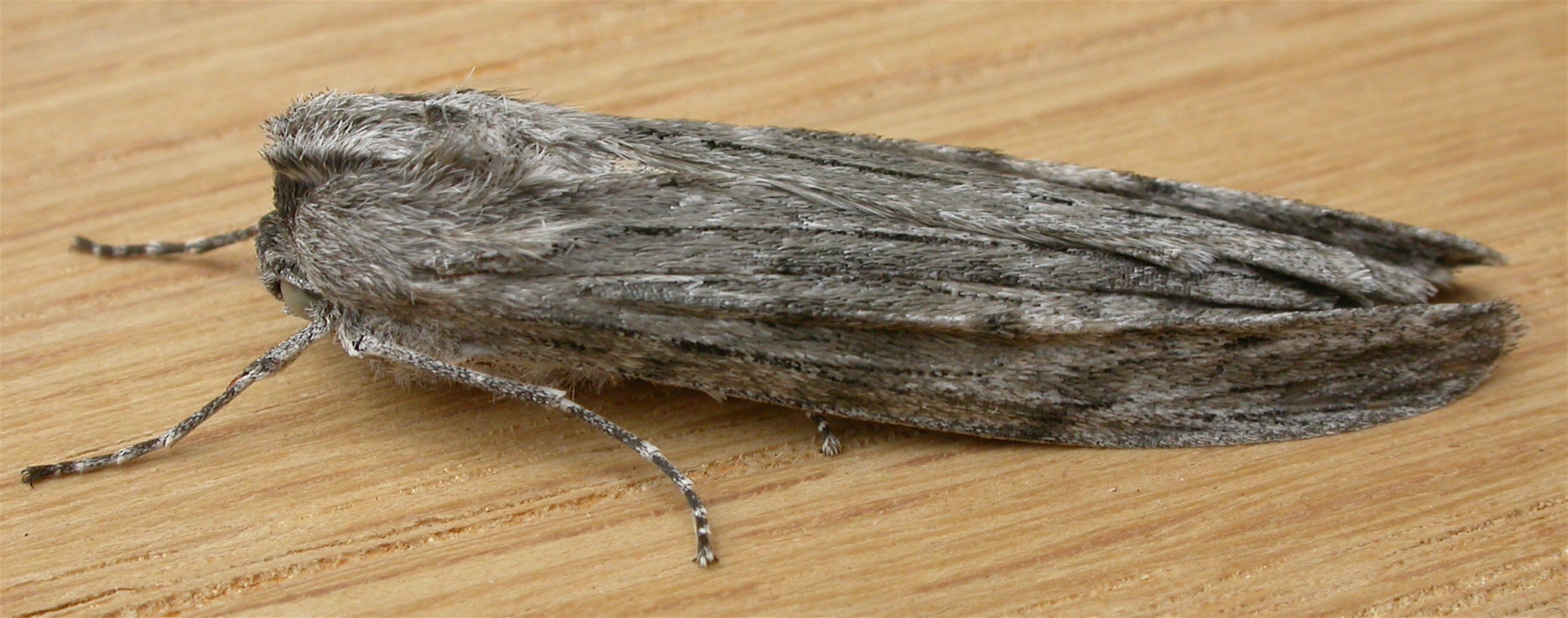
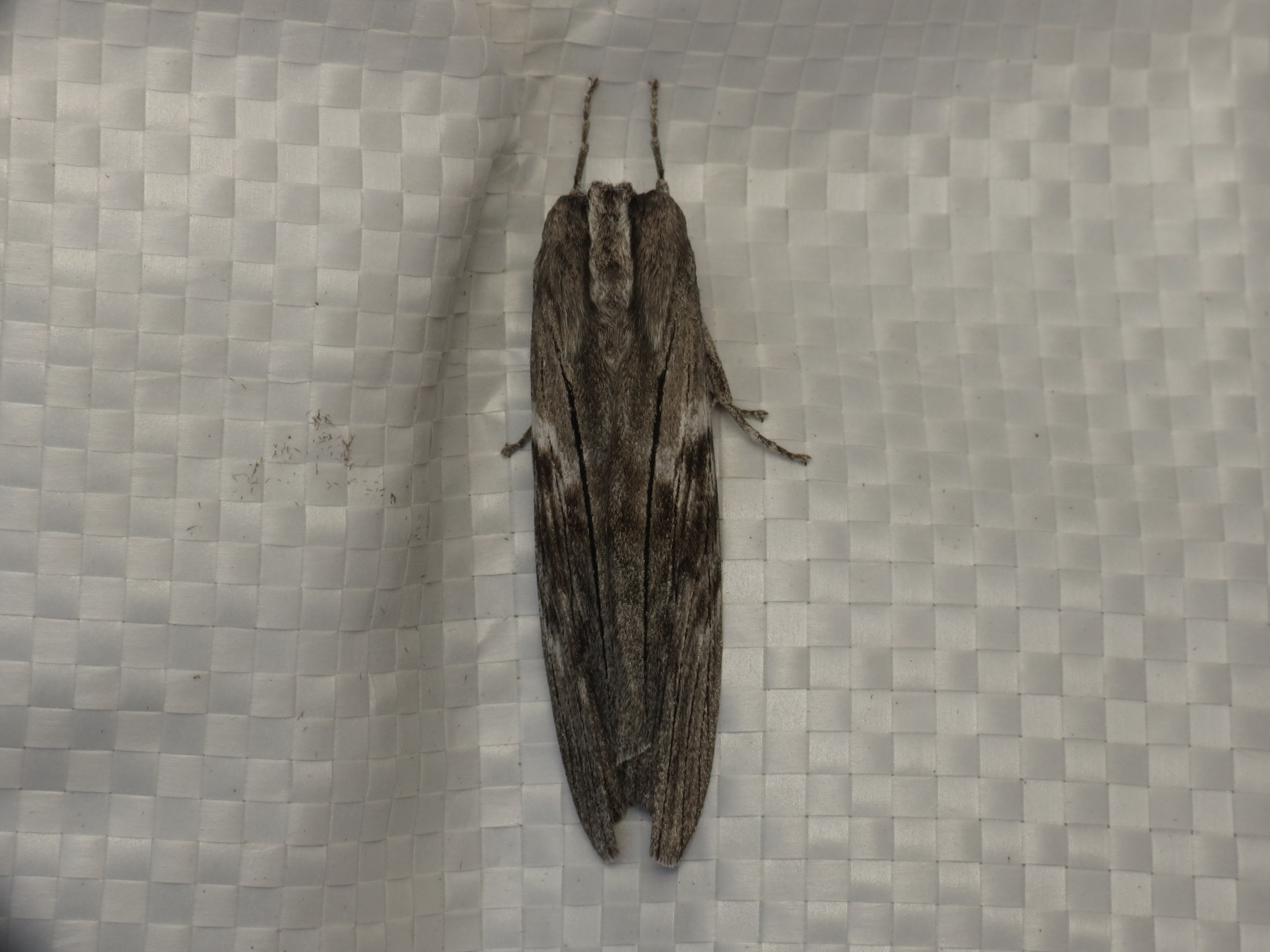
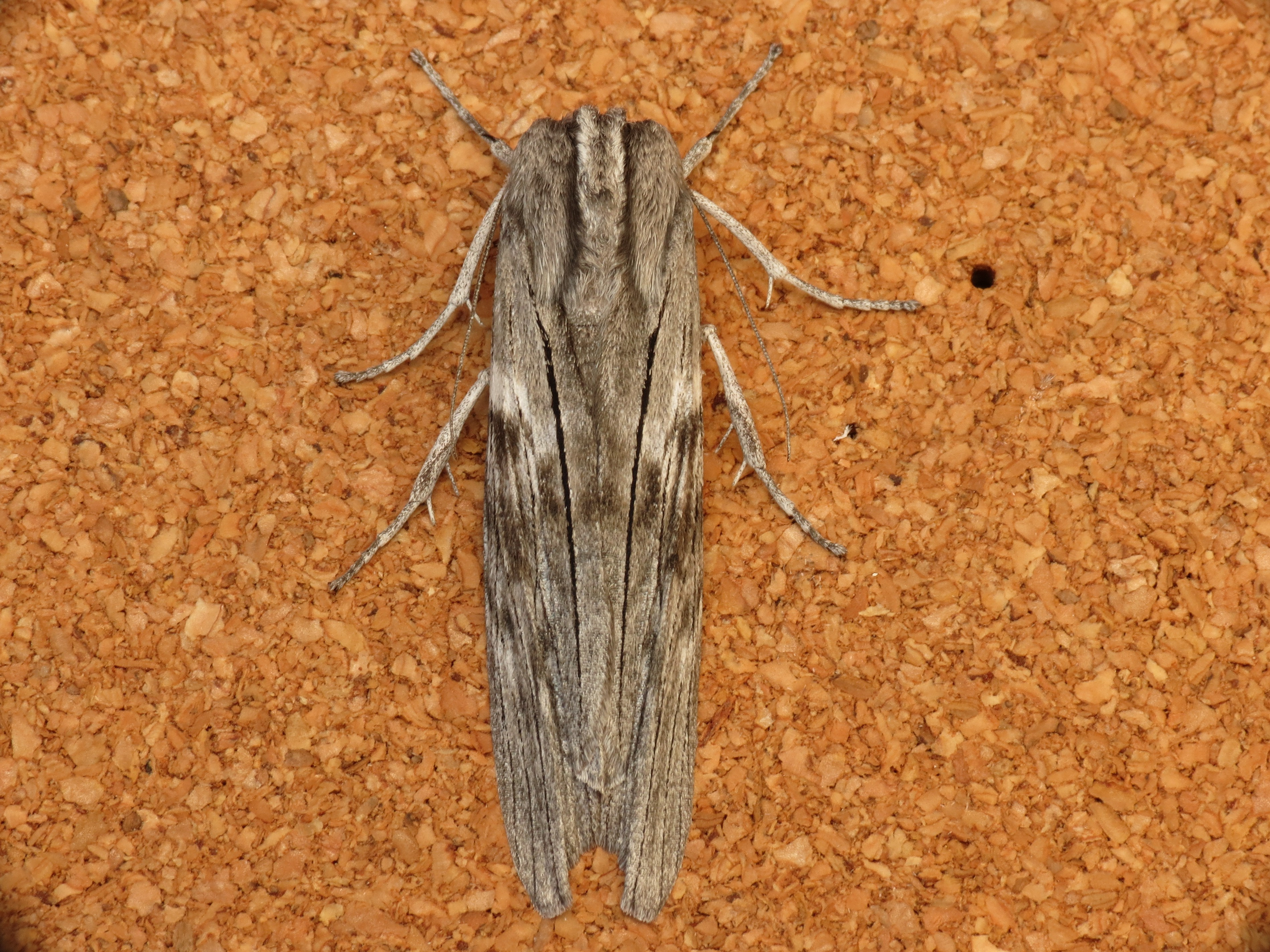
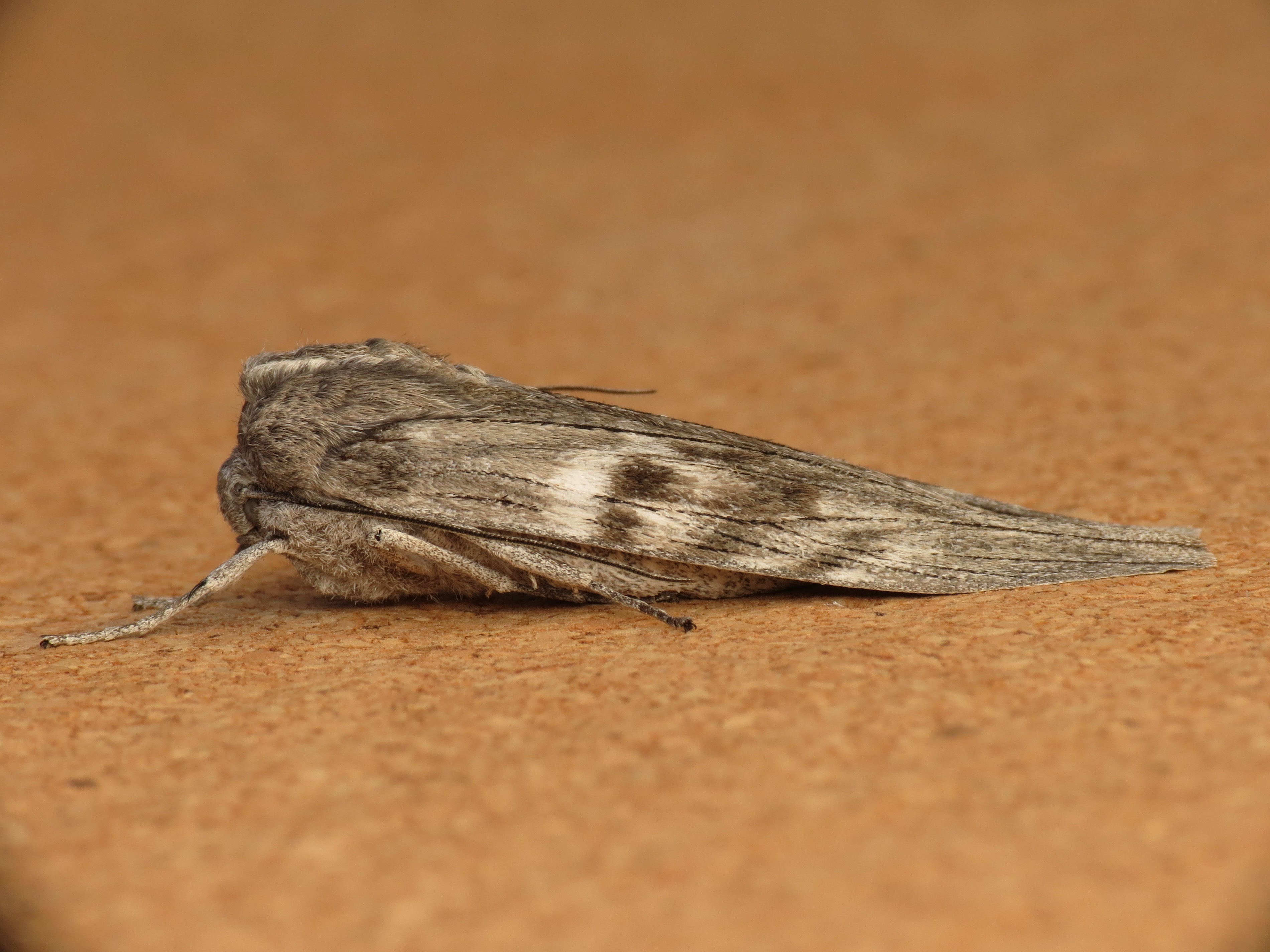